# Duck and Cover
Duck and Cover ist ein 1951 erschienener Zivilverteidigungsfilm für Kinder. Er wurde von Archer Productions Inc. produziert und von der US-Zivilverteidigungsbehörde (U.S. Federal Civil Defense Administration) gefördert.
Die animierte Schildkröte Bert the Turtle zeigt Kindern, wie sie sich bei Atombombenexplosionen zu verhalten haben.
Sie klärt darüber auf, dass ein derartiges Ereignis an einem hellen Blitz zu erkennen sei, der laut Filmkommentator „heller als die Sonne, heller als alles [ist], was ihr je gesehen habt“. Da man durch die Gewalt der Explosion umhergeschleudert, von fliegenden Trümmern und Scherben getroffen werden und sich Hautverbrennungen zuziehen könne, gelte es in diesem Falle, sich sofort mit dem Gesicht zum Boden eng zusammenzukauern (engl. (to) duck „sich ducken, in Deckung gehen“) und sich zu bedecken (engl. (to) cover „sich bedecken“), etwa mit einem Mantel, Tischtüchern oder auch einer Zeitung. Nach Möglichkeit solle dies hinter Mauern, in Türeingängen oder ähnlichen Deckung bietenden Objekten geschehen. Das Schlagwort „Duck and Cover“ wird in dem Film mehrmals instruktiv wiederholt, auch innerhalb eines Liedes über die Schildkröte Bert, deren Verhalten als Vorbild präsentiert wird.
Häufig wird gegenüber diesem Lehrfilm die Kritik geäußert, er gehe mit einem potentiellen Atomangriff „naiv“ um. Faktisch sind die einfachen Techniken des Filmes sinnvoll und hätten die Überlebenswahrscheinlichkeit im Falle eines nuklearen Angriffs erhöht, sofern sich die Person in ausreichender Entfernung vom Ground Zero befindet bzw. bestimmte landschaftliche Gegebenheiten oder andere Umstände die unmittelbaren Folgen der Explosion ausreichend abschirmen. Indessen fokussiert der Film allein auf die unmittelbaren Folgen der Nuklearexplosion und verschweigt die Gefahren des anschließenden Fallouts. Zudem werden die Gefahren von Kernwaffenexplosionen mit denen von Feuer und denen des Straßenverkehrs verglichen. Dies aber entsprach dem amerikanischen Zeitgeist der 1950er Jahre.
Der alte Film dient seit Jahrzehnten nicht mehr als Lehrmittel oder Aufklärungsmaterial, wird aber häufig zumindest als Ausschnitt in thematisch einschlägigen  Dokumentarfilmen verwendet, so dass er nach wie vor recht bekannt ist. Im Jahre 2004 wurde der Film als kulturgeschichtlich bedeutsam ins National Film Registry aufgenommen.
Der Begriff hat auch im IRC-Jargon als „d&c“ (duck and cover) Eingang gefunden.

## Rezeption
In den drei Versionen des Musikvideos zu Peter Gabriels Antikriegs-Lied Games Without Frontiers von 1980 werden auch Szenen aus Duck and Cover verwendet.